# Moritz Wilhelm Drobisch
Pour les articles homonymes, voir Drobisch.
 (août 2018).
Moritz Wilhelm Drobisch est un philosophe, logicien et mathématicien saxon, né le 16 août 1802 à Leipzig en Saxe, mort le 30 septembre 1896 à Leipzig.

## Biographie
Après avoir réalisé ses études primaires à la Nikolaischule de Leipzig puis à l'école d'État de Grimma, il étudie à l'université de Leipzig de 1820 à 1824. Le professeur d'astronomie est alors August Ferdinand Möbius. Il s'intéresse aux mathématiques et à la philosophie ; dans ce domaine son influence principale est Johann Friedrich Herbart, qui influencera son approche de la psychologie et de la logique.
En 1826, il est nommé professeur ordinaire de mathématiques à l'université de Leipzig, puis professeur ordinaire de philosophie en 1842. Son ouvrage le plus célèbre est probablement sa Nouvelle présentation de la logique d'après ses relations les plus simples, qui participe au renouveau de l'étude de la logique au XIXe siècle. La seconde édition de 1851 est fortement remaniée, et les mathématiques y prennent une importance croissante.

## Publications
- Beiträge zur Orientierung über Herbart's System der Philosophie, Leipzig, Voss, 1834
- Neue Darstellung der Logik nach ihren einfachsten Verhältnissen. Nebst einem logisch-mathematischen Anhange, 1836
- Quaestionum methematico-psychologicarum spec. I-V, Leipzig 1840
- Grundlehren der Religionsphilosophie, Leipzig, Voss, 1840
- Empirische Psychologie nach wissenschaftlicher Methode, Leipzig, Voss, 1842, 2e éd. 1898
- Über die mathematische Bestimmung der musikalischen Intervalle, 1846
- Erste Grundlegung der mathematischen Psychologie, Leipzig, Voss, 1850
- Neue Darstellung der Logik nach ihren einfachsten Verhältnissen. Mit Rücksicht auf Mathematik und Naturwissenschaften, Hamburg et Leipzig, Leopold Voss, 2e éd. 1851, 3e éd. 1863, 4e éd. 1875, 5e éd. 1887
- Die moralische Statistik und die menschliche Willensfreiheit, Leipzig, Voss, 1867
- Über die Fortbildung der Philosophie durch Herbart, Leipzig 1876
- Kant's Dinge an sich und sein Erfahrungsbegriff, Hamburg et Leipzig, Leopold Voss, 1885
- Enzyklopädie der Philosophie, édité par Otto Flügel (de), Beyer, Langensalza 1908